# Henri Desfontaines
Henri Desfontaines, all'anagrafe Paul Henri Lapierre (Parigi, 12 novembre 1876 – Parigi, 7 gennaio 1931), è stato un regista, attore e sceneggiatore francese attivo nell'era del cinema muto.

## Biografia
Desfontaines ha iniziato la sua carriera in teatro insieme a Sarah Bernhardt e André Antoine al Teatro dell'Odéon. Desfontaines era un attore che attraeva il pubblico cinematografico, apparso all'inizio della sua carriera in varie produzioni di film sia per Pathé che per Le Film d'Art. La sua carriera di attore si è estesa dalla prima era del muto fino agli anni '30.

## Filmografia

### Regista
- Hamlet - cortometraggio (1908)
- La main verte - cortometraggio (1909)
- Résurrection, co-regia di André Calmettes (1909)
- Le Puits et le Pendule - cortometraggio (1909)
- Un invité gênant - cortometraggio (1910)
- Le Gendre ingénieux - cortometraggio (1910)
- Hop-Frog - cortometraggio (1910)
- Le Roman de la momie, co-regia di Albert Capellani - cortometraggio (1911)
- Jésus de Nazareth, co-regia di André Calmettes - cortometraggio (1911)
- Falstaff - cortometraggio (1911)
- L'Assassinat d'Henri III, co-regia di Louis Mercanton - cortometraggio (1911)
- Madame Sans-Gêne, co-regia di André Calmettes - cortometraggio (1911)
- Olivier Cromwell - cortometraggio (1911)
- Milton - cortometraggio (1911)
- Le Noël de la princesse - cortometraggio (1911)
- La Mégère apprivoisée - cortometraggio (1911)
- La Femme-cochère - cortometraggio (1911)
- Vaincre ou mourir - cortometraggio (1912)
- La regina Elisabetta (Les Amours de la reine Élisabeth), co-regia di Louis Mercanton - cortometraggio (1912)
- Le page - cortometraggio (1912)
- La Chambre au judas - cortometraggio (1912)
- Shylock - cortometraggio (1912)
- Adriana Lecouvreur (Adrienne Lecouvreur), co-regia di Louis Mercanton - cortometraggio  (1913)
- Le Secret de Polichinelle - cortometraggio (1913)
- Sublime amour - cortometraggio (1913)
- La Carabine de la mort, co-regia di Paul Garbagni - cortometraggio (1913)
- L'Homme nu - cortometraggio (1913)
- Le Téléphone qui accuse, co-regia di Paul Garbagni - cortometraggio (1914)
- Anne de Boleyn, co-regia di Louis Mercanton - cortometraggio (1914)
- Le Scarabée d'or - cortometraggio (1914)
- Monsieur Vautour - cortometraggio (1914)
- Les Yeux du coeur - cortometraggio (1914)
- Le Médecin des pauvres - cortometraggio (1914)
- La Reine Margot (1914)
- Nouvelle aurore - cortometraggio (1915)
- Le Dernier rêve - cortometraggio (1916)
- La Forêt qui écoute - cortometraggio (1916)
- Chouchou - cortometraggio (1916)
- Un vol étrange - cortometraggio (1917)
- Pour l'Alsace - cortometraggio (1917)
- Les Bleus de l'amour (1918)
- Pendant la guerre - cortometraggio (1918)
- Les Enfants de France et de la guerre - cortometraggio (1918)
- Sa gosse (1919)
- La Suprême Épopée - cortometraggio (1919)
- Autour du mystère (1920)
- La Marseillaise (1920)
- Les Trois Lys - cortometraggio (1921)
- Chichinette et Cie (1921)
- Son altesse (1922)
- La Fille des chiffonniers (1922)
- L'Espionne (1923)
- Madame Flirt (1923)
- L'Insigne mystérieux (1923)
- Château historique (1923)
- Vers Abecher la mystérieuse (1924)
- L'Espionne aux yeux noirs (1926)
- Belfagor (Belphégor) (1927)
- Le capitaine Rascasse (1927)
- Poker d'as (1928)
- Le film du poilu (1928)